# 關東車站百選
關東車站百選（関東の駅百選）是為了配合日本的鐵道日（鐵道の日）之慶祝活動，選定100個能代表關東地方特色的鐵路車站。
該活動在1997年至2001年間，以每年一回共分四回的方式，自運輸省（2000年後中央省廳重組為國土交通省）關東運輸局所管轄的範圍內（包括茨城縣、栃木縣、群馬縣、千葉縣、埼玉縣、東京都、神奈川縣與山梨縣），以公開募集的方式選出初步名單，再經由評選委員會決定出100個車站。關東車站百選是日本一系列鐵路車站百選活動的開端，之後包括近畿、中部與東北等地方，都先後舉辦了類似的活動。
由於隸屬於鹿島鐵道的鉾田與屬於日立電鐵的櫻川在入選之後廢站，因此現存的關東車站百選實際上僅剩98個車站。

## 入選車站一覽

### 第1回
1997年（平成9年）選定
| 車站         | 隸屬業者             | 所在地                     |
| ------------ | -------------------- | -------------------------- |
| 東京         | 東日本旅客鐵道       | 東京都千代田區             |
| 上野         | 東日本旅客鐵道       | 東京都台東區               |
| 原宿         | 東日本旅客鐵道       | 東京都澀谷區               |
| 國際展示場   | 東京臨海高速鐵道     | 東京都江東區               |
| 高尾         | 東日本旅客鐵道       | 東京都八王子市             |
| 奧多摩       | 東日本旅客鐵道       | 東京都西多摩郡奧多摩町     |
| 柴又         | 京成電鐵             | 東京都葛飾區               |
| 淺草         | 東京地下鐵、東武鐵道 | 東京都台東區               |
| 三之輪橋     | 東京都交通局         | 東京都荒川區               |
| 北鎌倉       | 東日本旅客鐵道       | 神奈川縣鎌倉市             |
| 強羅         | 箱根登山鐵道         | 神奈川縣足柄下郡箱根町     |
| 綠園都市     | 相模鐵道             | 神奈川縣橫濱市泉區         |
| 橫須賀       | 東日本旅客鐵道       | 神奈川縣橫須賀市           |
| 鎌倉高校前   | 江之島電鐵           | 神奈川縣鎌倉市             |
| 船橋日大前   | 東葉高速鐵道         | 千葉縣船橋市               |
| 公津之杜（） | 京成電鐵             | 千葉縣成田市               |
| 犬吠         | 銚子電鐵             | 千葉縣銚子市               |
| 明覺         | 東日本旅客鐵道       | 埼玉縣比企郡都幾川町       |
| 長瀞         | 秩父鐵道             | 埼玉縣秩父郡長瀞町         |
| 新守谷       | 關東鐵道             | 茨城縣守谷市               |
| 真岡         | 真岡鐵道             | 栃木縣真岡市               |
| 日光         | 東日本旅客鐵道       | 栃木縣日光市               |
| 橫川         | 東日本旅客鐵道       | 群馬縣安中市               |
| 水沼         | 渡良瀨溪谷鐵道       | 群馬縣桐生市               |
| 河口湖       | 富士急行             | 山梨縣南都留郡富士河口湖町 |
| 大月         | 東日本旅客鐵道       | 山梨縣大月市               |

### 第2回
1998年（平成10年）選定
| 車站                                              | 隸屬業者       | 所在地               |
| ------------------------------------------------- | -------------- | -------------------- |
| 府中                                              | 京王電鐵       | 東京都府中市         |
| 溜池山王                                          | 東京地下鐵     | 東京都千代田區       |
| 國立                                              | 東日本旅客鐵道 | 東京都國立市         |
| 兩國                                              | 東日本旅客鐵道 | 東京都墨田區         |
| 都廳前                                            | 東京都交通局   | 東京都新宿區         |
| 三軒茶屋                                          | 東京急行電鐵   | 東京都世田谷區       |
| 御台場海濱公園（）                                | 百合鷗         | 東京都港區           |
| 秦野                                              | 小田急電鐵     | 神奈川縣秦野市       |
| 上大岡                                            | 京濱急行電鐵   | 神奈川縣橫濱市港南區 |
| 櫻木町                                            | 東日本旅客鐵道 | 神奈川縣橫濱市中區   |
| 八景島                                            | 橫濱新都市交通 | 神奈川縣橫濱市金澤區 |
| 大雄山                                            | 伊豆箱根鐵道   | 神奈川縣南足柄市     |
| 中心北（）                                        | 橫濱市交通局   | 神奈川縣橫濱市都築區 |
| 航空公園                                          | 西武鐵道       | 埼玉縣所澤市         |
| 館林                                              | 東武鐵道       | 群馬縣館林市         |
| 西桐生                                            | 上毛電氣鐵道   | 群馬縣桐生市         |
| 上總鶴舞                                          | 小湊鐵道       | 千葉縣市原市         |
| 大多喜                                            | 夷隅鐵道       | 千葉縣夷隅郡大多喜町 |
| 流山                                              | 總武流山電鐵   | 千葉縣流山市         |
| 鎌谷大佛（）                                      | 新京成電鐵     | 千葉縣鎌谷市         |
| 印西牧之原（）                                    | 北總開發鐵道   | 千葉縣印西市         |
| 那珂湊                                            | 茨城交通       | 茨城縣常陸那珂市     |
| 上三依鹽原溫泉口 （入選時站名原為「上三依鹽原」） | 野岩鐵道       | 栃木縣日光市         |
| 足利                                              | 東日本旅客鐵道 | 栃木縣足利市         |
| 勝沼葡萄鄉（）                                    | 東日本旅客鐵道 | 山梨縣甲州市         |

### 第3回
1999年（平成11年）選定
| 車站           | 隸屬業者         | 所在地                 |
| -------------- | ---------------- | ---------------------- |
| 御茶之水（）   | 東日本旅客鐵道   | 東京都千代田區         |
| 御嶽           | 東日本旅客鐵道   | 東京都青梅市           |
| 後樂園         | 東京地下鐵       | 東京都文京區           |
| 東久留米       | 西武鐵道         | 東京都東久留米市       |
| 天王洲島（）   | 東京單軌電車     | 東京都品川區           |
| 橫濱           | 東日本旅客鐵道   | 神奈川縣橫濱市西區     |
| 根府川         | 東日本旅客鐵道   | 神奈川縣小田原市       |
| 片瀨江之島（） | 小田急電鐵       | 神奈川縣藤澤市         |
| 日吉           | 東京急行電鐵     | 神奈川縣橫濱市港北區   |
| 若葉台         | 京王電鐵         | 神奈川縣川崎市麻生區   |
| 神奈川         | 京濱急行電鐵     | 神奈川縣橫濱市神奈川區 |
| 極樂寺         | 江之島電鐵       | 神奈川縣鎌倉市         |
| 深谷           | 東日本旅客鐵道   | 埼玉縣深谷市           |
| 高坂           | 東武鐵道         | 埼玉縣東松山市         |
| 三峰口         | 秩父鐵道         | 埼玉縣秩父市           |
| 下仁田         | 上信電鐵         | 群馬縣甘樂郡下仁田町   |
| 舞濱           | 東日本旅客鐵道   | 千葉縣浦安市           |
| 館山           | 東日本旅客鐵道   | 千葉縣館山市           |
| 縣廳前         | 千葉都市單軌電車 | 千葉縣千葉市中央區     |
| 常陸野牛久（） | 東日本旅客鐵道   | 茨城縣牛久市           |
| 鹿島大野       | 鹿島臨海鐵道     | 茨城縣鹿嶋市           |
| 佐野           | 東日本旅客鐵道   | 栃木縣佐野市           |
| 益子           | 真岡鐵道         | 栃木縣芳賀郡益子町     |
| 身延           | 東海旅客鐵道     | 山梨縣南巨摩郡身延町   |

### 第4回
2000年（平成12年）選定
| 車站               | 隸屬業者                   | 所在地               |
| ------------------ | -------------------------- | -------------------- |
| 新宿               | 東日本旅客鐵道             | 東京都新宿區         |
| 駒込               | 東日本旅客鐵道             | 東京都豐島區         |
| 神泉               | 京王電鐵                   | 東京都澀谷區         |
| 羽田機場（）       | 京濱急行電鐵、東京單軌電車 | 東京都大田區         |
| 田園調布           | 東京急行電鐵               | 東京都大田區         |
| 銀座               | 東京地下鐵                 | 東京都中央區         |
| 東大島             | 東京都交通局               | 東京都江東區         |
| 多摩中心（）       | 多摩都市單軌電車           | 東京都多摩市         |
| 海芝浦             | 東日本旅客鐵道             | 神奈川縣橫濱市鶴見區 |
| 鎌倉               | 東日本旅客鐵道             | 神奈川縣鎌倉市       |
| 大磯               | 東日本旅客鐵道             | 神奈川縣中郡大磯町   |
| 新橫濱             | 東海旅客鐵道               | 神奈川縣橫濱市港北區 |
| 相模大野           | 小田急電鐵                 | 神奈川縣相模原市     |
| 希望丘（）         | 相模鐵道                   | 神奈川縣橫濱市泉區   |
| 踊場               | 橫濱市交通局               | 神奈川縣橫濱市泉區   |
| 西武秩父           | 西武鐵道                   | 埼玉縣秩父市         |
| 土合               | 東日本旅客鐵道             | 群馬縣利根郡水上町   |
| 成田機場（）       | 東日本旅客鐵道、京成電鐵   | 千葉縣成田市         |
| 和田浦             | 東日本旅客鐵道             | 千葉縣安房郡和田町   |
| 印旛日本醫大       | 北總開發鐵道               | 千葉県印旛郡印旛村   |
| 玉川村             | 東日本旅客鐵道             | 茨城縣常陸大宮市     |
| 騰波之江（）       | 關東鐵道                   | 茨城縣下妻市         |
| 鉾田（2007年廢站） | 鹿島鐵道                   | 茨城縣鉾田市         |
| 櫻川（2005年廢站） | 日立電鐵                   | 茨城縣日立市         |
| 東武日光           | 東武鐵道                   | 栃木縣日光市         |